# Ugo Rondinone
Ugo Rondinone (Brunnen, Suïssa, 1964) és un artista plàstic, llurs obres exploren temes de la fantasia i el desig. Moltes de les seves peces busquen transportar l'espectador en un estat de meditació, com l'exposició variada de colors brillants, anells concèntrics o els seus paisatges estrictament en blanc i negre. Viu i treballa a Nova York, i és la parella del poeta John Giorno.

## Biografia
Rondinone va estudiar a la Hochschule fur Angewandte Kunst de Viena, de 1986 a 1990. Ha realitzat exposicions individuals al Kunsthalle de Viena, al Musac de Lleó, al Museu d'Art Contemporani de Louisiana, al Humlebaek de Dinamarca i al Sculpture Center de Nova York entre d'altres. El 2007 va representar a Suïssa a la Biennal de Venècia. El Museum of Contemporary Art de Nova York conserva obra seva, i la seva obra es pogué admirar per primer cop a Catalunya l'any 2003, quan va exposar amb Tor-Magnus Lundeby, David Renaud i Hugues Reip a la mostra Psychodrome.04 de l'Espai 13 de la Fundació Joan Miró. L'obra de Rondinone no es va poder veure a Espanya fins a l'any 2009, quan el MUSAC de Lleó va acollir la primera exposició individual de l'artista en terres espanyoles.

## Obra
L'obra de Rondinone, per bé que normalment presenta objectes a gran escala, acostuma a presentar objectes amb els quals el públic hi és familiar. Tanmateix, a vegades les seves creacions tenen un aire enigmàtic —com els signes en arc de Sant Martí—, o van acompanyades de missatges concisos —Hell, yes, Lour Magic Hour o Dog Days Are Over— que tenen una connexió directa —per bé que no revelada— amb la seva vida personal, al mateix temps que són càpsules de metàfores i desitjos universals. En aquesta línia, Rondinone considera que part de la seva obra és com un diari personal, que en el cas de les seves pintures es pot reconstruir amb certa facilitat, ja que les titula amb la data en què les va elaborar.

## Exposicions rellevants
Selecció d'exposicions individuals destacades:
- 2014

Naturaleza humana, Museum Anahuacalli, Ciutat de Mèxic
- 2013

We run through a desert on burning feet, all of us glowing our faces look twisted, Art Institute of Chicago, Chicago
Thank you silence Museum Leuven, Brussel·les
Soul Gladstone Gallery, Nova York
Ugo Rondinone: Human Figure Public Art Fund, Rockefeller Plaza, Nova York
Pure Moonlight Almine Rech Gallery, París
Ugo Rondinone M Museum, Lovaina
- 2012

Pure Sunshine Sadie Coles HQ, Londres
Primitive The Common Guild, Glasgow
The moth poem and the holy forest Krobath, Viena
Wisdom? peace? blank? all of this? Kunst Historisches Museum Wien, Viena
- 2011

We are poems Gladstone Gallery, Brussel·les
outside my window Peder Lund Fine Art, Oslo
Kiss Now Kill Later Galerie Eva Presenhuber, Zúric
- 2010

Nude Gladstone Gallery, Nova York
Die Nacht aus Blei, Aargauer Kunsthaus, Aarau
- 2009

La Noche de Plomo, Museo de Arte Contemporáneo de Castilla y León, Lleó
SUNRISE. east Museu del Louvre, París
Art Wall Project Institute of Contemporary Art, Boston
- 2008

CLOCKWORK FOR ORACLES II Institute of Contemporary Art, Boston
Turn back time. let's start this day again Galleria Raucci/Santamaria, Nàpols
We Burn, We Shiver SculptureCenter, Nova York
Moonrise. East Public Art Project, Art Basel, Basilea
- 2007

get up girl a sun is running the world Església San Stae, Biennal de Venècia
Ugo Rondinone Arario Gallery, Seül
air gets into everything even nothing Creative Time, Ritz Carlton Plaza, Battery Park, Nova York
- 2006

Giorni felici Galleria Civica di Modena, Mòdena
On butterfly wings Galerie Almine Rech, París
Thank you silence Matthew Marks Gallery, Nova York
A waterlike still Ausstellungshalle zeitgenössische Kunst, Münster
Zero built a nest in my navel Whitechapel Gallery, Londres
- 2005

Clockwork for oracles Instituto Svizzero di Milano, Milà
Sunsetsunrise Sommer Contemporary Art, Tel-Aviv
- 2004

Sail me on a silver sun Galleria Raucci/Santamaria, Nàpols
Long night short years Le Consortium, Dijon
Clockwork for oracles Australian Centre for Contemporary Art, Melbourne
- 2003

La Criée Théâtre National de Bretagne, Galerie Art & Essai, Rennes
Moonrise Galerie Hauser & Wirth & Presenhuber, Zúric
Our magic hour Museum of Contemporary Art, Sydney
Roundelay Centre Georges Pompidou, París
- 2002

In alto arte sui ponteggi Centro Culturale Svizzero via Politecnico, Milà
Our magic hour Centre for Contemporary Visual Arts, Brighton
Coming up for air Württembergischer Kunstverein Stuttgart, Stuttgart
Lowland Lullaby with Urs Fischer, Swiss Institute, Nova York
Cigarettesandwich Sadie Coles HQ, Londres
No how on Kunsthalle Wien, Viena
A horse with no name Matthew Marks Gallery, Nova York
On Perspective Galleri Faurschou, Copenhaguen
- 2001

Slow graffiti Galerie Schipper & Krome, Berlín
Yesterdays dancer Sommer Contemporary Art, Tel-Aviv
Dreams and dramas Herzliya Museum of Art, Herzliya
Kiss tomorrow goodbye Palazzo delle Esposizioni, Roma
If there were anywhere but desert Galerie Almine Rech, París
- 2000

So much water so close to home P.S.1 Contemporary Art Center, Nova York
Love invents us Matthew Marks Gallery, Nova York
A doubleday and a pastime Galleria Raucci/Santamaria, Nàpols
In the sweet years remaining Museum Aarhus, Aarhus
Hell, yes! Sadie Coles HQ, Londres
- 1999

Guided by voices Galerie für zeitgenössische Kunst Leipzig
Guided by voices Kunsthaus Glarus, Glarus
Moonlighting Galerie Hauser & Wirth & Presenhuber, Zúric
Light of fallen stars Yves Saint Laurent, Nova York
In the sweet years remaining Schipper & Krome, Berlín
- 1998

In the sweet years remaining Galerie João Graça, Lisboa
The evening passes like any other Galerie Almine Rech, París
So much water so close to home Galerie Krobath Wimmer, Viena
- 1997

Stillsmoking Galleria Raucci/Santamaria, Nàpols
Moonlight and aspirin Galleria Bonomo, Roma
Tender places come from nothing Cato Jans Der Raum, Hamburg
Where do we go from here? Le Consortium, Dijon
- 1996

Dog days are over Migros Museum für Gegenwartskunst, Zúric
Ugo Rondinone Le Case d'Arte, Milà
Heyday Centre d'Art Contemporain, Ginebra
- 1995

Meantime Galerie Froment-Putman, París
Migrateurs Musée d'Art Moderne de la Ville de Paris, París
Cry me a river Galerie Walcheturm, Zúric
- 1994

Ugo Rondinone Galerie Daniel Buchholz, Colònia
Ugo Rondinone Galerie Six Friedrich, Múnic
- 1993

Drawings Centre d'Art Contemporain de Martigny, Martigny
Lightyears Galerie Ballgasse, Viena
- 1992

Pastime Galerie Walcheturm, Zúric
- 1991

Far away trains passing by Galerie Martina Detterer, Frankfurt
Two stones in my pocket Galerie Pinx, Viena
I'm a tree Galerie Walcheturm, Zúric
- 1989

Ugo Rondinone Galerie Pinx, Viena
- 1987

Ugo Rondinone Raum für aktuelle Schweizer Kunst, Lucerna
- 1986

Ugo Rondinone Sec 52, Ricco Bilger, Zúric
- 1985

Ugo Rondinone Galerie Marlene Frei, Zúric